# Khủng hoảng Biển Đỏ
Khủng hoảng Biển Đỏ là một cuộc xung đột quân sự đang diễn ra bắt đầu vào ngày 19 tháng 10 năm 2023, khi phong trào Houthi được Iran hậu thuẫn trong Yemen phóng một loạt tên lửa và máy bay không người lái có vũ trang vào Israel. Người Houthi đã tổ chức nhiều vụ bắt giữ các tàu chở hàng dân sự đi gần bờ biển Yemen và coi bất kỳ chuyến tàu nào có liên kết với Israel đều là mục tiêu, mặc dù nhiều tàu không có mối liên hệ rõ ràng với Israel cũng đã bị tấn công. Houthi cho biết họ sẽ không dừng lại cho đến khi Israel ngừng chiến tranh với Hamas. Cuộc khủng hoảng ở Biển Đỏ là một phần của cuộc chiến ủy nhiệm rộng lớn hơn giữa Hoa Kỳ và Iran.
Phiến quân Houthi cũng đã bắn vào các tàu buôn của nhiều quốc gia khác nhau ở Biển Đỏ, và đặc biệt là ở Bab-el-Mandeb, một điểm nghẽn của nền kinh tế toàn cầu vì nó đóng vai trò là cửa ngõ hàng hải phía nam đến kênh đào Suez của Ai Cập. Để tránh các cuộc tấn công của Houthi, hàng trăm tàu thương mại đã được chuyển hướng đi vòng quanh Nam Phi.